# Marie Karlsson
Marie Karlsson (* 4. Dezember 1963) ist eine ehemalige schwedische Fußballspielerin.

## Karriere

### Vereine
Karlsson gehörte der ersten Mannschaft des in Öxabäck in der Provinz Västra Götalands befindlichen Öxabäck IF an, mit der sie am Ende der Premierenspielzeit der – im Jahr 1988 als landesweit einheitlich höchste Spielklasse gegründeten – Damallsvenskan und den erfolgreichen Play-offs den Meistertitel gewann und auch den nationalen Vereinspokal (wie auch zuvor 1987), nachdem Mallbackens IF in Norrköping mit 2:1 bezwungen werden konnte. Der Pokalsieg gelang im Jahr 1989 und 1991 noch einmal.

### Nationalmannschaft
Karlsson bestritt in sieben Jahren 51 Länderspiele für die Nationalmannschaft des SvFF. Ihr Debüt erfolgte am 18. September 1985 in der torlosen Begegnung mit der Nationalmannschaft Dänemarks in Hørsholm mit Einwechslung in der 73. Minute für Anna Svenjeby. In ihrer bis zum 29. November 1991 währenden Länderspielkarriere kam sie in 14 weiteren in Freundschaft ausgetragenen Länderspielen zum Einsatz. In ihrem 12. Freundschaftsspiel am 5. Mai 1991 in Schatura – in der ersten Begegnung mit der Nationalmannschaft der UdSSR – gelang ihr beim 4:0-Sieg mit dem Treffer zur 1:0-Führung in der zweiten Minute ihr insgesamt zweites Länderspieltor. Ihr erstes gelang ihr bereits am 22. Oktober 1989 in Helsingborg beim 4:1-Sieg in der ersten Begegnung mit der Nationalmannschaft Polens mit dem Treffer zum Endstand in der 75. Minute im ersten Spiel der EM-Qualifikationsgruppe 2. Sie bestritt 15 weitere EM-Qualifikationsspiele und nahm 1987 und 1989 an der zweiten und dritten Austragung einer Endrunde teil. Bei ihrer ersten Teilnahme wurde sie im Halbfinale und im Finale eingesetzt, bei ihrer zweiten im Halbfinale und im Spiel um Platz 3. 
Des Weiteren nahm sie mit ihrer Mannschaft 1987 am Turnier um den Nordamerika-Cup teil in dem sie in drei Spielen einschließlich des mit 5:1 gegen die US-amerikanische U19-Nationalmannschaft gewonnenen Finales am 11. Juli in Blaine eingesetzt wurde. Im Jahr 1988 folgte sie mit ihrer Mannschaft der Einladung am FIFA-Frauen-Einladungsturnier in der Volksrepublik China. Mit dem zweiten Spiel der Gruppe C (1:1 vs. USA am 3. Juni) und den drei Spielen in der Finalrunde, die mit der 0:1-Finalniederlage gegen die Nationalmannschaft Norwegens am 12. Juni in Guangzhou ihren Abschluss fanden, kam sie zu vier Turnierspielen. Im Spieljahr 1990 war sie mit ihrer Mannschaft im Turnier um den Open Nordic Cup, als Alternative zu den (seit 1982 nicht mehr ausgetragenen) Nordischen Meisterschaften, in Agia Napa auf Zypern vertreten und kam in drei Spielen (1:0 vs. Dänemark am 21., 4:1 vs. Finnland am 23. und 1:1 vs. Norwegen am 25. März) zum Einsatz. Bei der WM-Premiere 1991 gehörte sie dem Kader an und bestritt jeweils drei Spiele in der Gruppe B und in der Finalrunde, die mit dem 4:0-Sieg über die Nationalmannschaft Deutschlands auf Platz 3 abgeschlossen wurde; es war zugleich ihr letztes Länderspiel für Schweden.

## Erfolge
Nationalmannschaft
- Dritter Weltmeisterschaft 1991
- Dritter Europameisterschaft 1989
- Finalist FIFA-Einladungsturnier 1988
- Finalist Europameisterschaft 1987
- Turniersieger Nordamerika-Cup 1987

Öxabäcks IF
- Schwedischer Meister 1987, 1988
- Schwedischer Pokal-Sieger 1987, 1988, 1989, 1991